# آکوماکی
آکوماکی (به ژاپنی: あくまき, 灰汁巻き Akumaki) یکی از انواع واگاشی (شیرینی ژاپنی) است که معمولاً در استان‌های استان کاگوشیما، استان میازاکی و استان کوماموتو در طی جشن پسران در ۵ مه هر سال طبخ می‌شود.